# Сент-Гілер (Міннесота)
Сент-Гілер (англ. St. Hilaire) — місто (англ. city) в США, в окрузі Пеннінгтон штату Міннесота. Населення — 273 особи (2020).

## Географія
Сент-Гілер розташований за координатами 48°0′47″ пн. ш. 96°12′49″ зх. д. / 48.01306° пн. ш. 96.21361° зх. д. (48.013160, -96.213570).  За даними Бюро перепису населення США в 2010 році місто мало площу 2,16 км², з яких 2,00 км² — суходіл та 0,16 км² — водойми.

## Демографія
Згідно з переписом 2010 року, у місті мешкало 279 осіб у 123 домогосподарствах у складі 71 родини. Густота населення становила 129 осіб/км².  Було 131 помешкання (61/км²).
Расовий склад населення:
| - 97,8 % — білих - 1,1 % — корінних американців |

До двох чи більше рас належало 0,4 %. Частка іспаномовних становила 1,4 % від усіх жителів.
За віковим діапазоном населення розподілялося таким чином: 25,1 % — особи молодші 18 років, 63,4 % — особи у віці 18—64 років, 11,5 % — особи у віці 65 років та старші. Медіана віку мешканця становила 37,1 року. На 100 осіб жіночої статі у місті припадало 113,0 чоловіків;  на 100 жінок у віці від 18 років та старших — 124,7 чоловіків також старших 18 років.
Середній дохід на одне домашнє господарство  становив 52 617 доларів США (медіана — 45 833), а середній дохід на одну сім'ю — 66 113 долари (медіана — 61 250). Медіана доходів становила 41 932 долари для чоловіків та 30 417 доларів для жінок. За межею бідності перебувало 20,5 % осіб, у тому числі 43,4 % дітей у віці до 18 років та 9,1 % осіб у віці 65 років та старших.
Цивільне працевлаштоване населення становило 148 осіб. Основні галузі зайнятості: виробництво — 16,9 %, освіта, охорона здоров'я та соціальна допомога — 16,9 %, оптова торгівля — 16,2 %.